# NGC 2997
NGC 2997 је спирална галаксија у сазвежђу Шмрк (Пумпа) која се налази на NGC листи објеката дубоког неба.
Деклинација објекта је - 31° 11' 26" а ректасцензија 9h 45m 38,6s. Привидна величина (магнитуда) објекта NGC 2997 износи 9,4 а фотографска магнитуда 10,1. Налази се на удаљености од 13,8000 милиона парсека од Сунца. NGC 2997 је још познат и под ознакама ESO 434-35, MCG -5-23-12, UGCA 181, AM 0943-305, PGC 27978.